# Geogarypus octoramosus
Espèce
Geogarypus octoramosus est une espèce de pseudoscorpions de la famille des Geogarypidae.

## Distribution
Cette espèce est endémique d'Afrique du Sud. Elle se rencontre au KwaZulu-Natal et en État-Libre.

## Description
La femelle holotype mesure 2,24 mm et le mâle paratype 2,11 mm.

## Publication originale
- Neethling & Haddad, 2017 : A systematic revision of the South African pseudoscorpions of the family Geogarypidae (Arachnida: Pseudoscorpiones). Navorsinge van die Nasionale Museum (Bloemfontein), vol. 32, no 1, p. 1-80.